# Беата Майнль-Райзінгер
Беата Майнль-Райзінгер (нім. Beate Meinl-Reisinger; нар. 25 квітня 1978, Відень, Австрія) — австрійська політична і державна діячка, дипломатка. Голова ліберальної партії «NEOS — Нова Австрія і Ліберальний форум» з 2018 року. Міністр закордонних справ Австрії від 3 березня 2025 року. Депутатка Національної ради Австрії у 2013—2015 та 2018—2025 роках.

## Біографія
Народилася 25 квітня 1978 року у Відні.
Закінчила приватну початкову школу архієпархії Відня на Юденплац та гімназію BG9 землі Відень.
У 1996—2002 роках вивчала право у Віденському університеті, отримала диплом і здобула ступінь магістра юридичних наук (Mag. iur.). Продовжила освіту в 2002—2003 роках у Дунайському університеті міста Кремс-ан-дер-Донау, багатопрофільній установі постдипломної освіти, де здобула ступінь магістра європейських досліджень (MES).
Закінчила курс підготовки до кваліфікаційного тесту екскурсоводів в Інституті підвищення кваліфікації (BFI).
З 2004 по 2005 рік пройшла стажування в Палаті економіки Австрії (ПЕА).
З 2005 по 2006 рік працювала в апараті депутата Європейського парламенту Отмара Караса (Австрійська народна партія).
Після стажування, в 2007 році працювала заступницею федерального керуючого директора у справах жінок у бізнесі в ПЕА.
З 2007 по 2009 рік працювала референткою у Федеральному міністерстві економіки та праці Австрії та його наступнику, Федеральному міністерстві економіки, сім'ї та молоді Австрії в офісі державного секретаря Крістіни Марек.
З 2009 по 2010 рік працювала референткою ЕА.
З 2010 по 2012 рік працювала референткою віденського відділення Австрійської народної партії (АНП).
На установчому з'їзді 27 жовтня 2012 року обрана заступницею голови партії «NEOS — Нова Австрія» разом із Файтом Денглером. Головою партії став Маттіас Штрольц. Посіла третє місце у федеральному списку партії. За результатами парламентських виборів 29 вересня 2013 року вперше обрана депутаткою Національної ради Австрії XXV скликання за федеральним списком.
Після злиття партії з «Ліберальним форумом» 25 січня 2014 року разом з Анжелікою Млінар обрана заступницею голови партії «NEOS — Нова Австрія і Ліберальний форум». Також очолила віденське відділення партії.
У лютому 2015 року обрана політичною лідеркою на виборах до общинної ради Відня, яка обирається в кількості 100 депутатів терміном на 5 років і виконує також функції ландтагу. 9 жовтня, за два дні до виборів до общинної ради Відня покинула Національну раду Австрії. Її в Національній раді Австрії змінила Клаудія Гамон. За результатами виборів 11 жовтня обрана депутаткою общинної ради Відня, де очолювала групу NEOS.
На парламентських виборах 15 жовтня 2017 року знову посіла третє місце у федеральному списку партії та переобрана депутаткою Національної ради Австрії за федеральним списком. Відмовилася від мандата на користь общинної ради Відня.
23 червня 2018 року обрана головою нової партії NEOS, змінила Маттіаса Штрольца, який пішов у відставку. 27 вересня отримала мандат Штрольца у Національній раді Австрії XXVI скликання та змінила Штрольца на посаді голови парламентської групи NEOS. Покинула общинну раду Відня 26 вересня, її змінив Крістоф Відеркер.
Очолила федеральний список на парламентських виборах 29 вересня 2019, на яких партія отримала на п'ять місць більше, ніж на виборах 2017 року. Обрана депутаткою Національної ради Австрії XXVII скликання.
Знову очолила федеральний список на парламентських виборах 29 вересня 2024, на яких партія отримала більше місць, ніж на виборах 2019 року. Обрана депутаткою Національної ради Австрії XXVIII скликання.
3 березня 2025 року призначена міністром закордонних справ Австрії в уряді під керівництвом канцлера Крістіана Штокера.

## Особисте життя
Одружена з юристом Паулем Майнлем. Мають трьох дітей.